# Суарес Суреда, Карлос
Ка́рлос Суа́рес Суре́да (исп. Carlos Suárez Sureda; род. 13 апреля 1968, Леон) — испанский баскетболист и футбольный функционер. Президент и владелец футбольного клуба «Реал Вальядолид» (2001—2018).

## Биография
В качестве баскетболиста выступал за молодёжные составы клубов «Барселона», «Ховентут», «Эспаньол», «Реал Мадрид». На взрослом уровне играл за «Оренсе» и «Обрадойро». Обладал неплохими связями среди национальных спортивных функционеров.
Карлос Суарес Суреда сел в президентское кресло «Вальядолида» 11 мая 2001 года в качестве кризисного менеджера в свете охватившей команду финансовой неразберихи. Однако «Вальядолид» всегда имел репутацию команды-лифта, которая при новом президенте нисколько не изменилась: клуб из автономного сообщества Кастилия и Леон при Карлосе Суаресе не менее четырёх раз менял дивизионную прописку.
В сезоне 2011/12 выход в Примеру обеспечил сербский специалист Мирослав Джукич. В Сегунде 2011/12 «Реал Вальядолид» заняли третье место, отстав на три очка от «Сельты», и на девять — от «Депортиво».
В 2011 году Карлос Суарес стал мажоритарном акционером клуба (58,09 % акций), что, тем не менее, не исправило плачевную финансовую ситуацию в команде: «Вальядолид» находился на грани банкротства, и, наряду с «Сельтой», обладал самым дешевым составом в Примере.
В сентябре 2018 года оставил пост президента «Вальядолида», который занял новый владелец контрольного пакета акций — известный бразильский футболист Роналдо.